# والتر مالكوم
والتر مالكوم (25 ديسمبر 1893 في نيوزيلندا - 23 ديسمبر 1917 في بلجيكا) (بالإنجليزية: Walter Malcolm)‏ هو لاعب كريكت نيوزلندي.

## وصلات خارجية
- والتر مالكوم على موقع إي آس بي آن كريك إنفو (الإنجليزية)